# Jules Émile Dubern
Pour les articles homonymes, voir Dubern.
 (mai 2017).
Si vous disposez d'ouvrages ou d'articles de référence ou si vous connaissez des sites web de qualité traitant du thème abordé ici, merci de compléter l'article en donnant les références utiles à sa vérifiabilité et en les liant à la section « Notes et références ».
Jules Émile  Dubern  (Émile Jules Dubern dit)  né à Bayonne, 28 février 1857 et  mort Rangoun le 16 février 1931), est un homme politique et chef d'entreprise britannique d'origine française. Il est officier de l'ordre de l'Empire britannique (OBE) et fut membre du conseil législatif de Birmanie (MLC).

## Biographie
Né à Bayonne le 28 février 1857, il est le fils d'Édouard Dubern, capitaine de navires et de Catherine Guicheney.
Après une formation d'aspirant de marine, il travaille au sein de sociétés indiennes de télécommunications (télégraphes téléphones) et d'électricité puis aide son frère George à créer la Crystal Mineral Water Factory, une usine d'eau minérale), à Calcutta.
En 1892, il s'établit à Rangoon, où il fonde la DuBern & Co (usine de production de glace et magasins réfrigérés), implantée Sule Pagoda Road, puis Keighley Street. Membre du conseil municipal de Rangoon dès 1899, il en est élu vice-président en 1905, fonction à laquelle il sera réélu sans interruption pendant 15 ans. À deux reprises il préside la municipalité par intérim en 1908, puis en 1909.

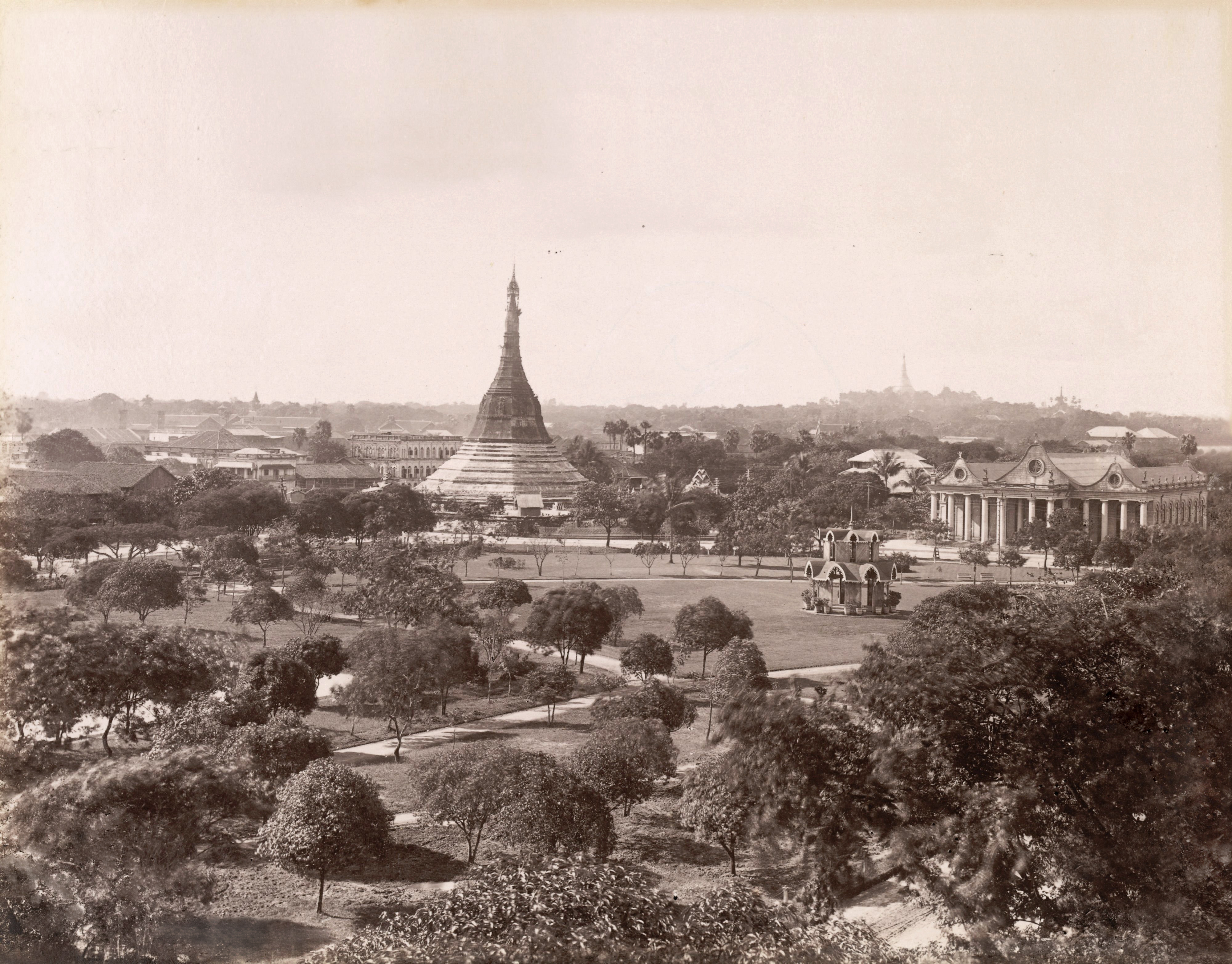
La pagode Sule en 1890

Naturalisé britannique en 1911, il est récompensé la même année de la médaille de Kaisar-i-Hind (KIH) de 1re classe par le roi empereur George V lors de son couronnement à Delhi.
Nommé membre du conseil législatif de Birmanie (MLC) par le vice-roi des Indes en janvier 1914, il siège à ce poste jusqu'en 1921. À cette époque le conseil législatif comprenait seulement quinze membres.
Il est aussi président de la Burma Building and Loan Association (Établissement de prêts et constructions de Birmanie) et du comité de la Rangoon Trades Association (chambre de commerce de Birmanie), commissaire du port de Rangoon et membre du conseil d'administration de la compagnie des chemins de fer de Birmanie.
Il est en outre membre de la Victoria Memorial Park and Zoological Society (Société zoologique du parc de Rangoon).
Pendant la Première Guerre mondiale, il contribue à recruter des volontaires aux Indes et à y lever des fonds pour financer l'effort de guerre britannique. Il crée également un fonds pour les veuves et orphelins de combattants européens et anglo-indiens de Birmanie. En considération de ces services, il est décoré de l'ordre de l'Empire britannique, avec le grade d'officier (OBE), en 1919.
Il meurt le 16 février 1931 à sa résidence de Sule Pagoda Road (imposante construction qui subsiste, immédiatement voisine de l'hôtel de ville de Rangoon).
Sa descendance de (Jules) Émile DuBern subsiste au Royaume-Uni, en Australie et en Nouvelle-Zélande.

## Hommages
Le nom d'Émile  DuBern a été donné à l'un des principaux axes de Rangoun DuBern road (renommée Parami Road) et à un parc bordant le lac Inya (DuBern park), où se trouvent la résidence de l'ambassadeur des Etats-Unis et l'American club.